# Рощино (Ленінградська область)
Ро́щино (до 1948 — Райвола, фін. Raivola) — одне з найбільших селищ на Карельському перешийку. Адміністративний центр Рощинського міського поселення Виборзького району Ленінградської області Росії. Залізнична станція Октябрської залізниці на 60-му кілометрі лінії Санкт-Петербург (Фінляндський вокзал) — Виборг.
Статус селища міського типу — з 1959 року.
Населення — 14 083 особи (2013).
Найімовірніше, «Райвола» походить від фінського слова «райвата» («raivata») — розчищати, розорювати, розкорчовували. Сучасну назву селище отримало через висаджену тут ще в XVIII столітті Корабельну модринову рощу.

## Населення
| 1959    | 1970    | 1979    | 1989    | 2002    | 2006    | 2009    |
| ------- | ------- | ------- | ------- | ------- | ------- | ------- |
| 5612    | ↗7496   | ↗8209   | ↗8436   | ↗9393   | ↘8700   | ↘8518   |
| 2010    | 2012    | 2013    | 2014    | 2015    | 2016    | 2017    |
| ↗13 439 | ↗13 794 | ↗14 083 | ↗14 205 | ↗14 315 | ↗14 388 | ↗14 418 |
| 2018    | 2019    | 2020    |         |         |         |         |
| ↗14 442 | ↗14 564 | ↗14 732 |         |         |         |         |

|  |  |  |